# 2016年美国民主党全国委员会邮件泄密事件
2016年美国民主党全国委员会邮件泄密事件，又被称为“邮件门2.0”，是2016年美国民主党全国委员会的内部邮件被维基解密网站公开的事件，被披露的包括19252封电子邮件和8034份附件。这些邮件涉及了七位民主党内重量级人物，时间跨度从2015年1月到2016年5月，内容涉及对希拉里·克林顿的党内竞争对手伯尼·桑德斯及共和党总统参选人唐纳德·特朗普的抹黑，以及民主党内的财务问题。这次事件直接导致包括主席黛比·舒尔茨在内的多位民主党全国委员会高层辞职。最终民主党全国委员会向桑德斯及其支持者致歉，承认这些邮件并没有反映出选举期间应有的中立立场。

## 邮件内容
被公开的邮件内容揭示了民主党全国委员会与媒体之间的互动，希拉里和桑德斯的竞选活动以及政治献金情况。除此之外，部分捐赠者的个人信息也被泄露，包括他们的信用卡信息及社会保障号码。

### 与媒体的关系
邮件披露了民主党全国委员会雇员与多家媒体及其工作人员的“非正式”关系，包括有线电视新闻网（CNN）、《华尔街日报》、《华盛顿邮报》和《政客》杂志。

### 打压桑德斯
在被披露的邮件中，民主党全国委员会的职员多次表示出对桑德斯的嘲讽。《华盛顿邮报》报道称，许多人通过邮件对桑德斯进行攻击，他们还建议民主党全国委员会对桑德斯的竞选活动进行破坏。
2016年5月，民主党全国委员会首席财务官布拉德利·马歇尔在写给民主党全国委员会首席执行官艾米·达西等人的邮件中对桑德斯的信仰进行了攻击。而在全国委员会主席舒尔茨的邮件中更是毫不讳言：“他（桑德斯）当不了总统。”舒尔茨甚至称桑德斯的竞选经理是“该死的骗子”。
另一封邮件指出，民主党公关主任将一封来自桑德斯竞选团队的PDF附件发送给了《华盛顿邮报》的记者，故意向媒体泄露桑德斯信息。除此之外，民主党全国委员会还勾结罗德岛州政府打压桑德斯，因为桑德斯在此州支持率领先希拉里，民主党委员会就事先联系了罗德岛州长，让他变成“自己人”，不仅罗德岛政府统一口径，他们还只开放了部分投票点。

### 抹黑特朗普
一份民主党高层邮件显示，他们计划冒充特朗普集团发布一则招聘广告，内容充满了对女性的歧视，但最终这条广告并未发布。另一封由一位名叫汤普森的民主党全国委员会职员发出的密送邮件显示，民主党负责网络传播的团队在Twitter和Facebook等社交媒体上持续推高有关特朗普危险言论的点击率，使其处于“讨论的前端”。

### 涉嫌洗钱
根据维基解密披露的邮件内容，“胜利基金”（一家美国LGBT权利机构）募集的6100万美元的资金中，只有不到1%的资金留在了民主党内的金库，其余部分全部流向了希拉里竞选团队，被指涉嫌洗钱。

## 反响及后续
维基解密方面并未透露泄密者信息，但一名自称“古奇费尔2.0”的黑客宣称对泄密事件负责。有网络安全公司及美国情报官员宣称此事为俄罗斯情报部门所为，目的是为了帮助特朗普赢得大选。但此说法遭到维基解密、俄罗斯政府及“古奇费尔2.0”的一致否认。2016年7月25日，美国联邦调查局（FBI）宣布介入调查。共和党总统候选人特朗普则称，希望“俄罗斯黑客”披露更多的民主党内部邮件。
“邮件门2.0”也影响到了美国总统大选两位主要候选人的支持率。CNN在2016年7月25日公布的最新民调显示，有44%的被调查者支持特朗普担任下届美国总统，39%的人支持希拉里，这也是自2015年9月以来特朗普的最好成绩。
2016年7月10日，民主党全国委员会选票扩源项目的数据主管赛斯·里奇在华盛顿的家门口被枪杀，警方宣称这一事件可能是抢劫杀人案，然而里奇的随身物品，包括钱包、手机及手表没有一件被拿走。而不到两周之后，“邮件门2.0”被披露，引发“杀人灭口”的猜测。